# 로비나 비치

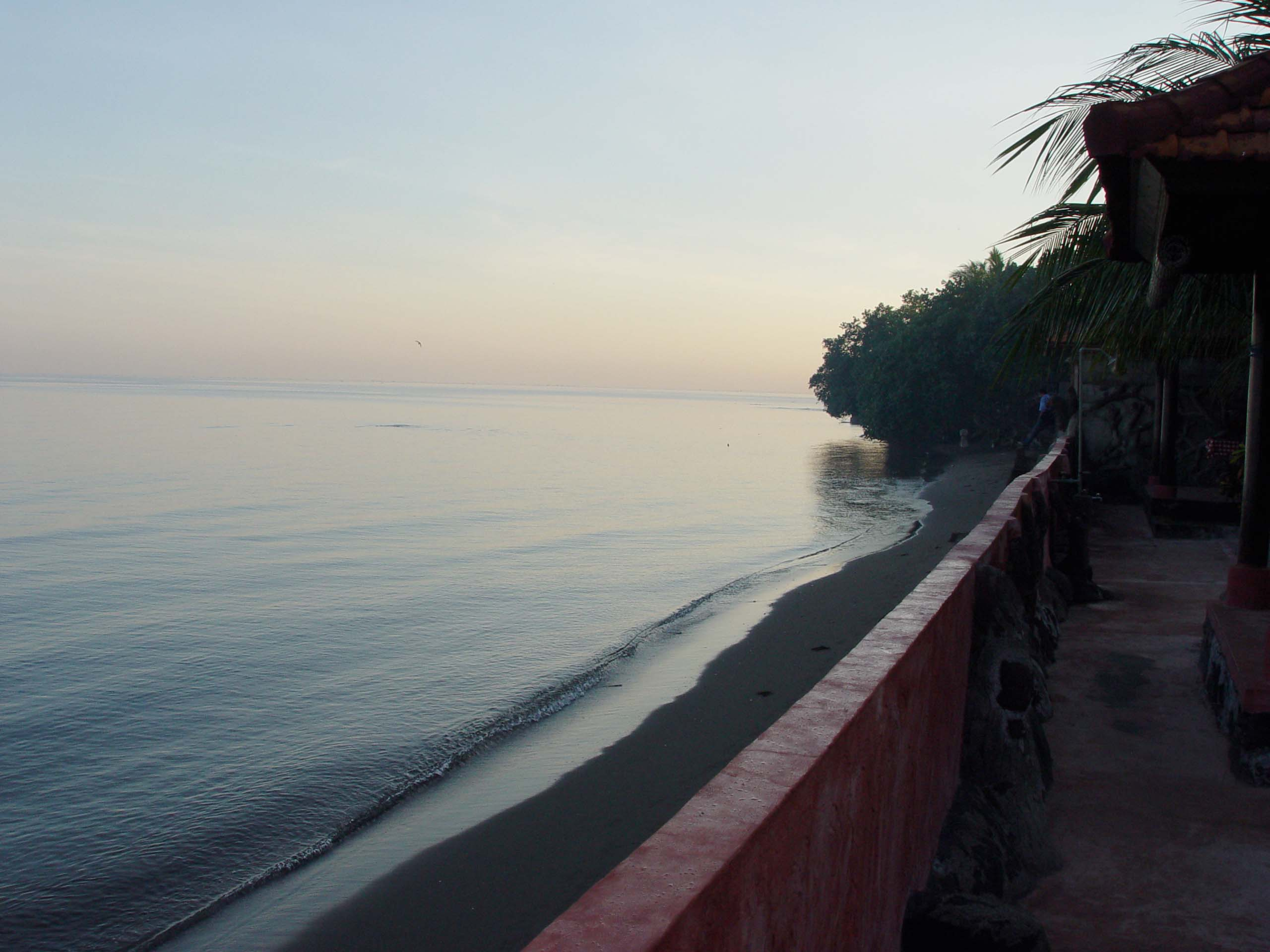

로비나 비치(Lovina Beach) 또는 간단히 로비나(Lovina)는 인도네시아 발리섬 북서쪽에 위치한 해안 지역이다. 싱가포르시에서 서쪽으로 5 km부터 서쪽으로 15 km까지 뻗어있다.
관광객들과 다이버들에게 인기있는 명소이다. 해안은 검은 모래사장으로 신선한 느낌을 주며 열대어나 작은 산호들이 군집되어 있다. 10∼15m 정도의 수심에 바닥은 대형산호 등 산호초로 되어 있어 여러 가지 산호를 즐길 수 있다. 또한 해안선에 나가서 야생돌고래들도 볼 수 있다.